# Proteinska kinaza C
Proteinska kinaza C, takođe poznata kao PKC (ЕЦ 2.7.11.13), je familija enzima koji kontrolišu dejstvo drugih proteina putem fosforilacije hidroksilnih grupa serinskih i treoninskih aminokiselinskih ostataka tih proteina. PKC enzimi se aktiviraju signalima poput povećanja koncentracije diacilglicerola ili Ca2+. PKC enzimi imaju važnu ulogu u nekoliko kaskada prenosa signala.
PKC familija sadrži deset izoenzima. Oni se dele u tri potfamilije, na osnovu njihovih sekundarnih glasnika: konvencionalna (ili klasična), nova i atipična.  Konvencionalni (c)PKC enzimi su izoforme α, βI, βII, i γ. Njima je za aktivaciju potreban 2+, diacilglicerol (DAG), i fosfolipid kao što je fosfatidilserin. Novi (n)PKC proteini su δ, ε, η, i θ izoforme, i njima je potreban DAG, ali ne 2+. Konvencionalni i novi PKC enzimi su aktivirani istim putem prenosa signal kao fosfolipaza C. Za razliku od njih, atipični (a)PKC enzimi (protein kinaza Mζ i ι / λ izoforme) nisu zavisni od Ca2+ i diacilglicerola. Termin „protein kinaza C“ se obično odnosi na celu familiju.

## Izoenzimi
- Konvencionalni - potreban im je DAG, 2+, i fosfolipid za aktivaciju
  - PKC-α
  - PKC-βI
  - PKC-βII
  - PKC-γ
- Novi - potreban im je DAG, ali ne 2+, za aktivaciju
  - PKC-δ
  - PKC-ε
  - PKC-η
  - PKC-θ
- Atipični  
  - PKC-ι
  - PKC-ζ
  - PK-N1
  - PK-N2

## Literatura
- Nicholas C. Price; Lewis Stevens (1999). Fundamentals of Enzymology: The Cell and Molecular Biology of Catalytic Proteins (Third изд.). USA: Oxford University Press. ISBN 019850229X.
- Eric J. Toone (2006). Advances in Enzymology and Related Areas of Molecular Biology, Protein Evolution (Volume 75 изд.). Wiley-Interscience. ISBN 0471205036.
- Branden C; Tooze J. Introduction to Protein Structure. New York, NY: Garland Publishing. ISBN 0-8153-2305-0.
- Irwin H. Segel. Enzyme Kinetics: Behavior and Analysis of Rapid Equilibrium and Steady-State Enzyme Systems (Book 44 изд.). Wiley Classics Library. ISBN 0471303097.

1. ↑  Mellor H, Parker PJ (1998). „The extended protein kinase C superfamily”. Biochem. J. 332 ( Pt 2): 281—92. PMC 1219479 . PMID 9601053.
2. ↑  Nishizuka Y (1995). „Protein kinase C and lipid signaling for sustained cellular responses” (abstract). FASEB J. 9 (7): 484—96. PMID 7737456.

## Spoljašnje veze
- protein+kinase+c на 